# قپانی
دستبند قَپانی بستن، نوعی شکنجه است که طی آن، یک دست شخص را از بالای شانه و دست دیگر او را از پشت به هم نزدیک می‌کنند و روی مچ دست‌ها یک دست‌بند فلزی می‌زنند و با کلید، آن را قفل می‌کنند و گاهی شخص را با این وضع، از سقف آویزان می‌کنند. درد این شکنجه بسیار زیاد است و به بدن آسیب می‌زند.
دستبند قپانی، روشی برای شکنجۀ متهمین به جرایم امنیتی-جاسوسی جهت دریافت اطلاعات یا اعترافات است که مقاومت متهم را در بازۀ زمانی طولانی در هم شکسته و باعث درد شدید و غیرقابل‌تحمل در ناحیۀ کتف و بازوها می‌گردد. در نوع دیگری از اینگونه شکنجه‌ها، دستبند را از جلو به دست‌های متهم به همراه پابند زده و او را برعکس آویزان می‌کنند که بسیار خطرناک و مهلک می‌باشد. متهمین به‌صورت برعکس از حلقه‌ای به سقف آویزان شده که باعث می‌شود تا جریان گردش خون وارونه شده و به سلول‌های مغزی، فشار گزافی وارد آمده، پس از چند دقیقه، متهم در صورت مقاومت، به شوک فرو رفته و بیهوش شود که احتمال مرگ وی فراهم می‌شود.